# Relaciones Chile-San Marino
Las relaciones Chile-San Marino son las relaciones internacionales entre la República de Chile y la Serenísima República de San Marino.

## Historia

### SigloXXI
Las relaciones diplomáticas entre Chile y San Marino fueron establecidas el 25 de septiembre de 2008.

## Misiones diplomáticas
- La embajada de Chile en Italia concurre con representación diplomática a San Marino en materias políticas,[2] mientras que para los asuntos consulares la representación chilena la efectúa la Sección Consular de Chile en Roma.[3]

- San Marino no cuenta con representaciones diplomáticas ni consulares en Santiago de Chile.[4]